# Dominik Kindermann
Dominik Kindermann (auch Dominik Josef Kindermann) (* 9. November 1739 in Schluckenau; † 9. Juni 1817 in Schönlinde) war ein deutsch-böhmischer österreichischer Maler, Zeichner und Porträtist. Er studierte in Rom bei Anton Raphael Mengs und Pompeo Girolamo Battoni und hat eine Vielzahl von Altarbildern in verschiedenen Kirchen der böhmischen Länder geschaffen.

## Leben und Wirken
Dominik Kindermann interessierte sich seit seiner Kindheit für die Malerei. Seine berufliche Laufbahn begann bei einem Vergolder in Böhmisch Kamnitz. Nach dreijähriger Lehrzeit ging er zum Bildhauer „Onkel“ Josef Klein (1693–1782), der auch aus Schluckenau stammte, nach Prag. Hier wurde er vom Jesuitenmaler Ignaz Raab (1715–1787) unterrichtet und von diesem an die Wiener Kunstakademie zu Franz Anton Palko (1717–1766) vermittelt. In Wien in der Harrach´schen Ahnengalerie kopierte er zahlreiche Bilder, darunter Bilder des neapolitanischen Malers Francesco Solimena (1657–1747). Sein weiterer Förderer war dann Ferdinand Bonaventura II. von Harrach (1708–1778), seit 1756 Ehrenmitglied der Accademia di San Luca, der ihm eine Studienreise nach Rom ermöglichte.
Von 1769 bis 1775 lebte Kindermann in Rom und studierte an der Accademia di San Luca bei Pompeo Girolamo Battoni (1708–1787), der im spätbarocken Malstil arbeitete. Ein starkes Interesse hatte er aber auch am frühklassizistischen Malstil von Anton Raphael Mengs (1728–1779), was sich insbesondere bei seinem in Rom entstandenem Altarbild des hl. Pius zeigte. Während seines Aufenthalts in Rom lernte er die Werke zahlreicher berühmter Künstler kennen, z. B. von Raffael (1483–1520) und den Brüdern Agostino Carracci (1557–1602) und Annibale Carracci (1560–1609). Nach sechs Jahren ging er von Rom nach Neapel und Herkulaneum und studierte die Kunstdenkmäler von Pompeji.
Im Jahr 1777 wurde er von Ferdinand Bonaventura II. von Harrach, dem Besitzer der Herrschaft Schluckenau, zurückgerufen. Nach Wien zurückgekehrt, war er als Verwalter der Harrach’schen Familiensammlungen tätig und malte zahlreiche Porträts, u. a. das Porträt seines Mäzens Graf von Harrach für das Schloss Náměšť nad Oslavou sowie mehrere Altargemälde für dessen Patronatskirchen.
Im November 1800 hat er für Prinz Moritz von Liechtenstein (1775–1819), dem damaligen Besitzer von Schloss Frischau einen Katalog seiner Bildergalerie auf Schloss Frischau erstellt und für einen geplanten Verkauf die Bilder bewertet.
Im Jahr 1803 verließ er Wien und ging zurück in seine Heimat. Sein Lebensende verbrachte er in Schönlinde, wo er am 9. Juni 1817 starb.

## Werke (Auswahl)
Den Schwerpunkt seiner Arbeiten bilden Altarbilder und Gemälde mit religiösen und historischen Themen. Seine Auftraggeber kamen aus Wien und Umgebung, aus der Region Schluckenau, aber auch aus Mähren und Oberungarn, der heutigen Slowakei. Seine Malweise ist stark von Raphael Mengs beeinflusst. Er kolorierte klar und harmonisch, in seinen besten Bildern auch in wirksamen Gegensätzen von Licht und Schatten. Seine Arbeiten spiegeln den späten Barock mit der Tendenz zum Rokoko und den beginnenden Klassizismus wider.
Gemälde:
- Hochaltarbild „Die hl. Maria Magdalena vor Christus und den Pharisäern“ in der Maria-Magdalenen-Kirche in Krásná Lípa (Schönlinde)
- Fünf Altarbilder in der Pfarrkirche des hl. Wenzel in Tovačov (Tobitschau) in Mähren (1792 in Wien), bestellt von Franz Josef Graf von Kuenburg (1714–1793)[2]
  - Hauptaltarbild Apotheose des hl. Wenzel
  - Altarbild Stigmatisation des hl. Franziskus
  - Altarbild der hl. Theresa
  - Altarbild des hl. Josef
  - Altarbild des hl. Johannes von Nepomuk
- Altarbilder „Die Geburt Christi“ und „Der sterbende hl. Joseph“ in der Nepomukkirche von Staré Křečany (Ehrenberg)[6]
- Hochaltarbild des hl. Georg in der Georgskirche von Jiříkov (Georgswalde)
- Hochaltarbild „Die Enthauptung des hl. Jakobus“ in der Dekanatskirche St. Jakobus von Česká Kamenice (Böhmisch Kamnitz) (1797)[7]
- Hochaltarbild „Das Martyrium des hl. Laurentius“ in der Pfarrkirche zu Jilemnice (Starkenbach)[8]
- Hochaltarbild „Der Fall der Engel“ mit einer Darstellung des hl. Michael in der Pfarrkirche des hl. Erzengel Michael in Rokytnice nad Jizerou (Rochlitz)[9][10]
- Altarbild „Das Martyrium der Apostel Simon und Judas Thaddäus“ in der ehemaligen Kathedralkirche von Spišský Štiavnik (Schawnig) im Komitat Zips, jetzt Pfarrkirche Kirche St. Simon und Juda in Vydrník, Okres Poprad (Slowakei). Die Kirche des hl. Simon und Judas (Kostol sv. Šimona a Júdu) wurde 1799–1801 in Vydrník (Wiedrig) neu errichtet. Der Ort gehörte damals zum nahe gelegenen Kláštor Spišský Štiavnik (Kloster Spišský Štiavnik) in der Gemeinde Spišský Štiavnik (Schawnig), das damals auch Bischofsresidenz (Biskupský kaštieľ) war. Der heutige Sitz des Bistums Spiš befindet sich in der Stadt Spišské Podhradie im OT Spišská Kapitula, Okres Levoča.
- Altarbild (1795) in der Martinskirche von Brtníky (Zeidler) (Kirche 1975 gesprengt)[11]
- Altarbild „Apotheose des hl. Jakob“ (1802) in der Pfarrkirche des hl. Jakobus in Kralupy u Chomutova (Kirche zerstört)
- Porträt von Graf Ferdinand Bonaventura II. Harrach in Wien
- Porträt von Kaiser Leopold II. im Kloster Strahov in Prag (1792)
- Porträt der Nixdorfer Unternehmer-Familie des Franz Zacharias Römisch
- Historien-Gemälde „Aeneas, die Sybille und Charon am Ufer des Styx“ für die Galerie der Gesellschaft patriotischer Kunstfreunde in Prag (nicht mehr vorhanden)

Zeichnungen:
- Allegorische Szene in einem Park mit Kronos, Minerva und drei weiteren weiblichen Gestalten, signiert und datiert Domenico Kindermann invenit et delin. in grotta ferrata 1765 (abgerufen am 4. Mai 2019)[12]
- Das Gastmahl des Belazar, signiert und datiert Domenico Kindermann invenit e design. a Marino 1767[13]
- Die Bekehrung des hl. Paulus, jetzt im Metropolitan Museum of Art

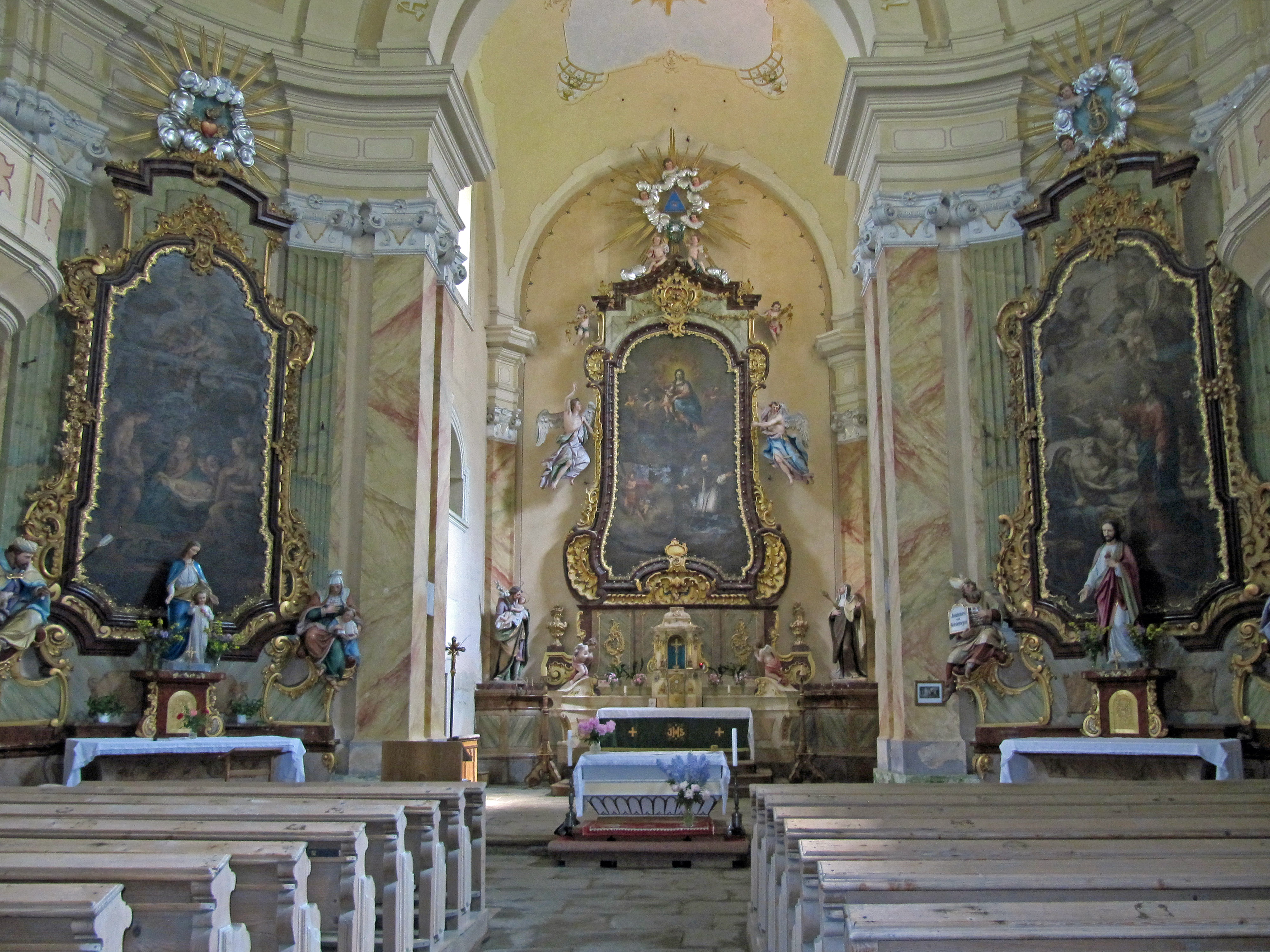
Nepomukkirche in Staré Křečany
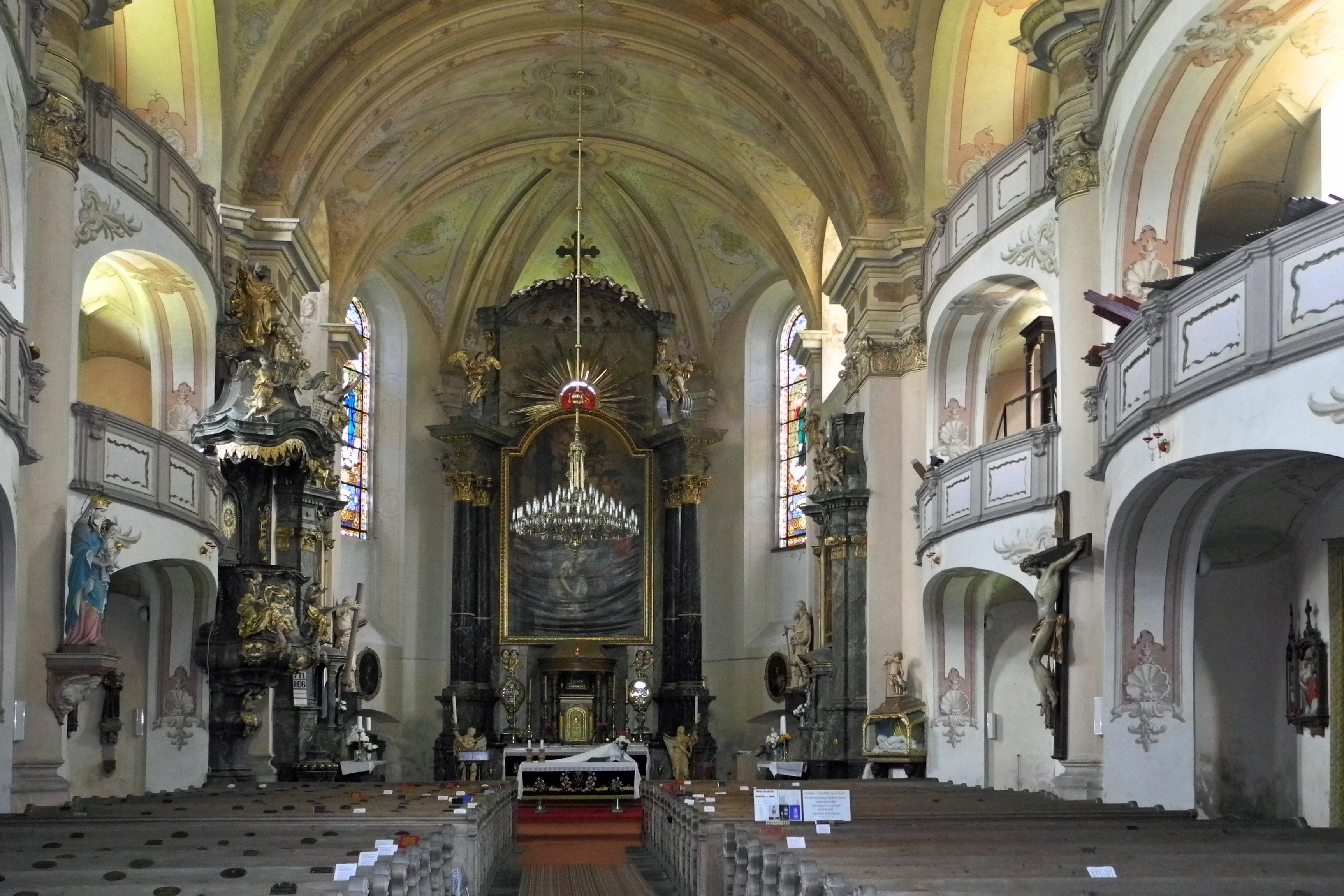
Altarraum der Maria-Magdalenen-Kirche in Krásná Lípa
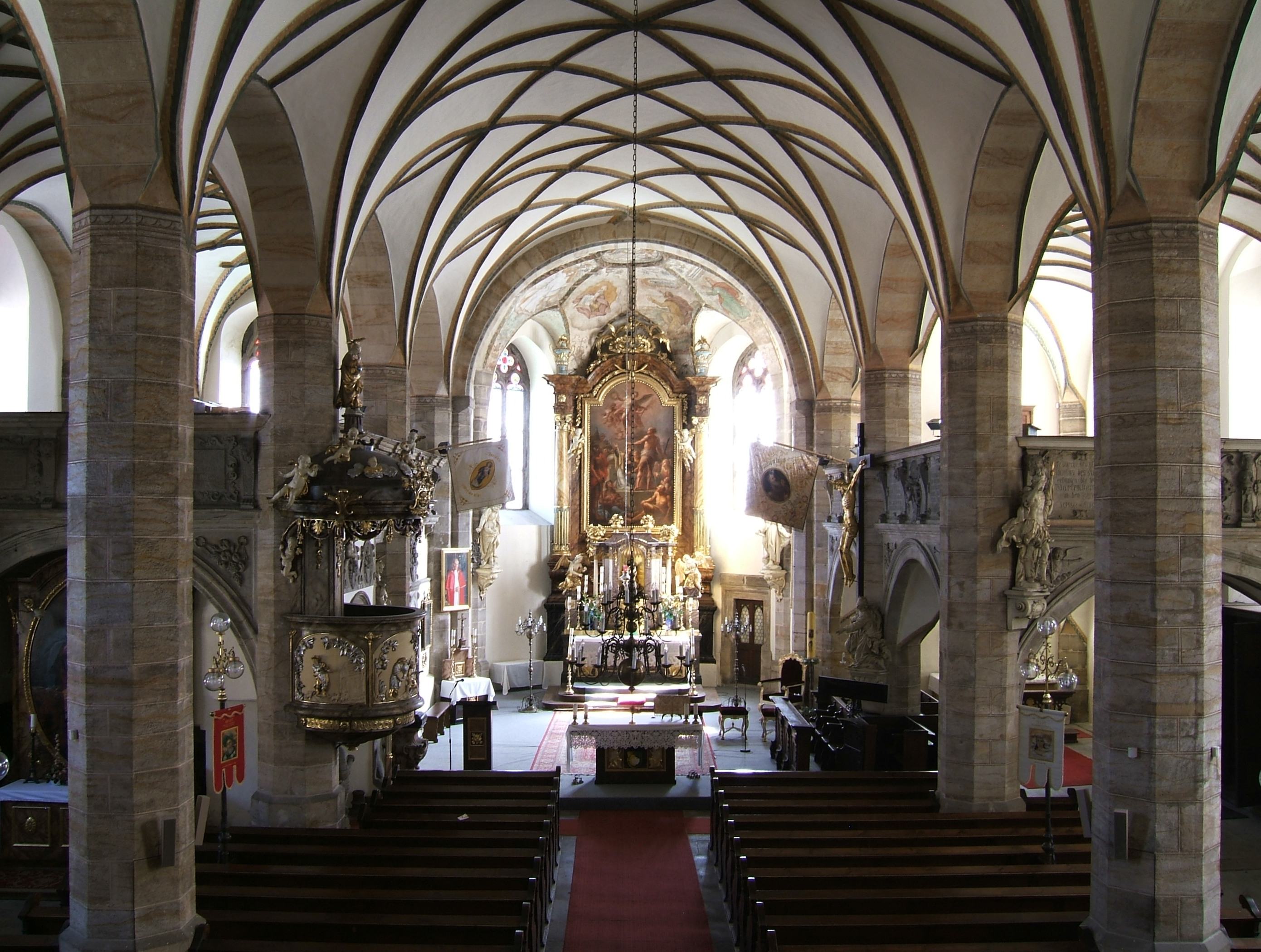
Jakobskirche in Česká Kamenice
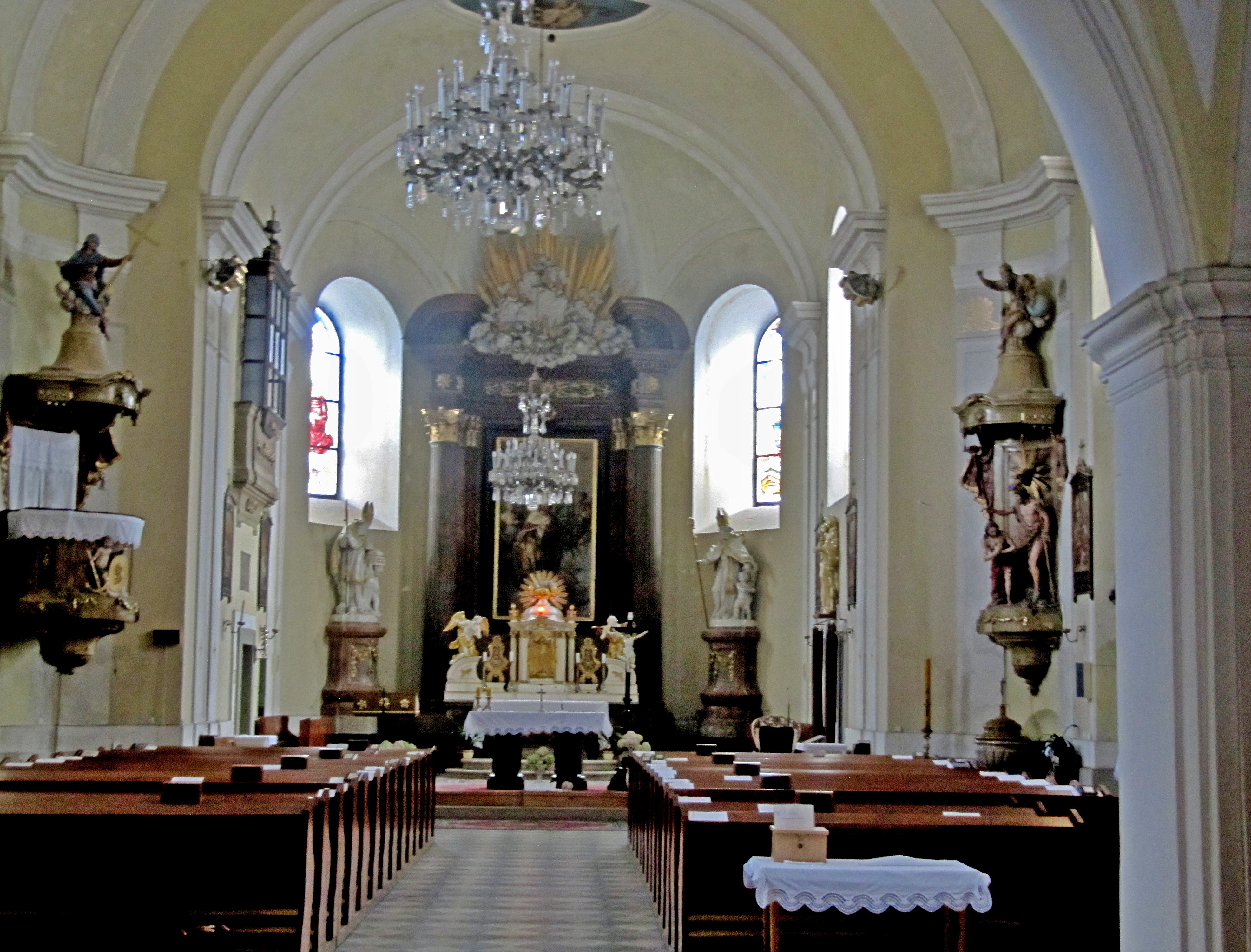
Wenzelskirche in Tovačov
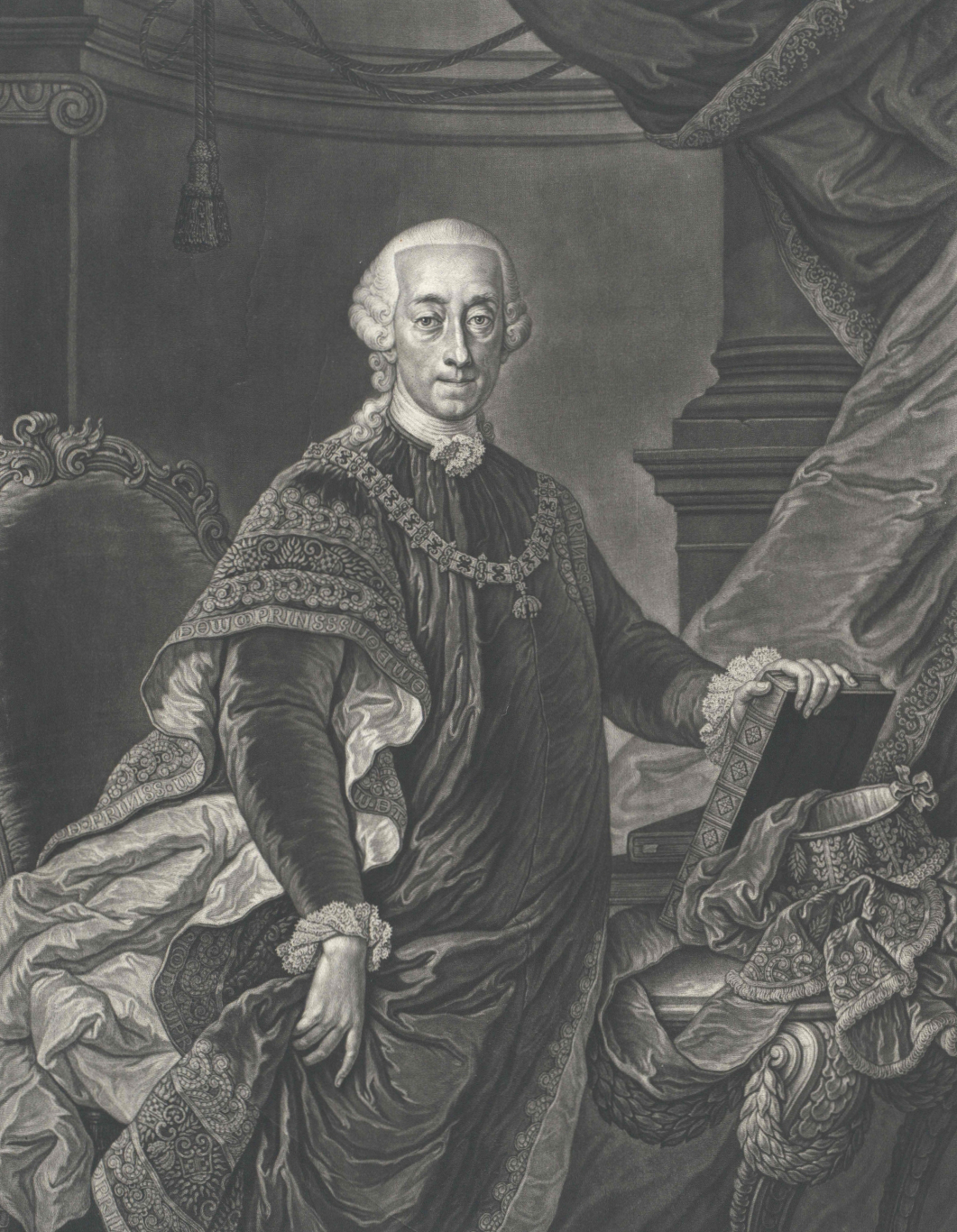
Ferdinand Bonaventura II. von Harrach – sein Förderer
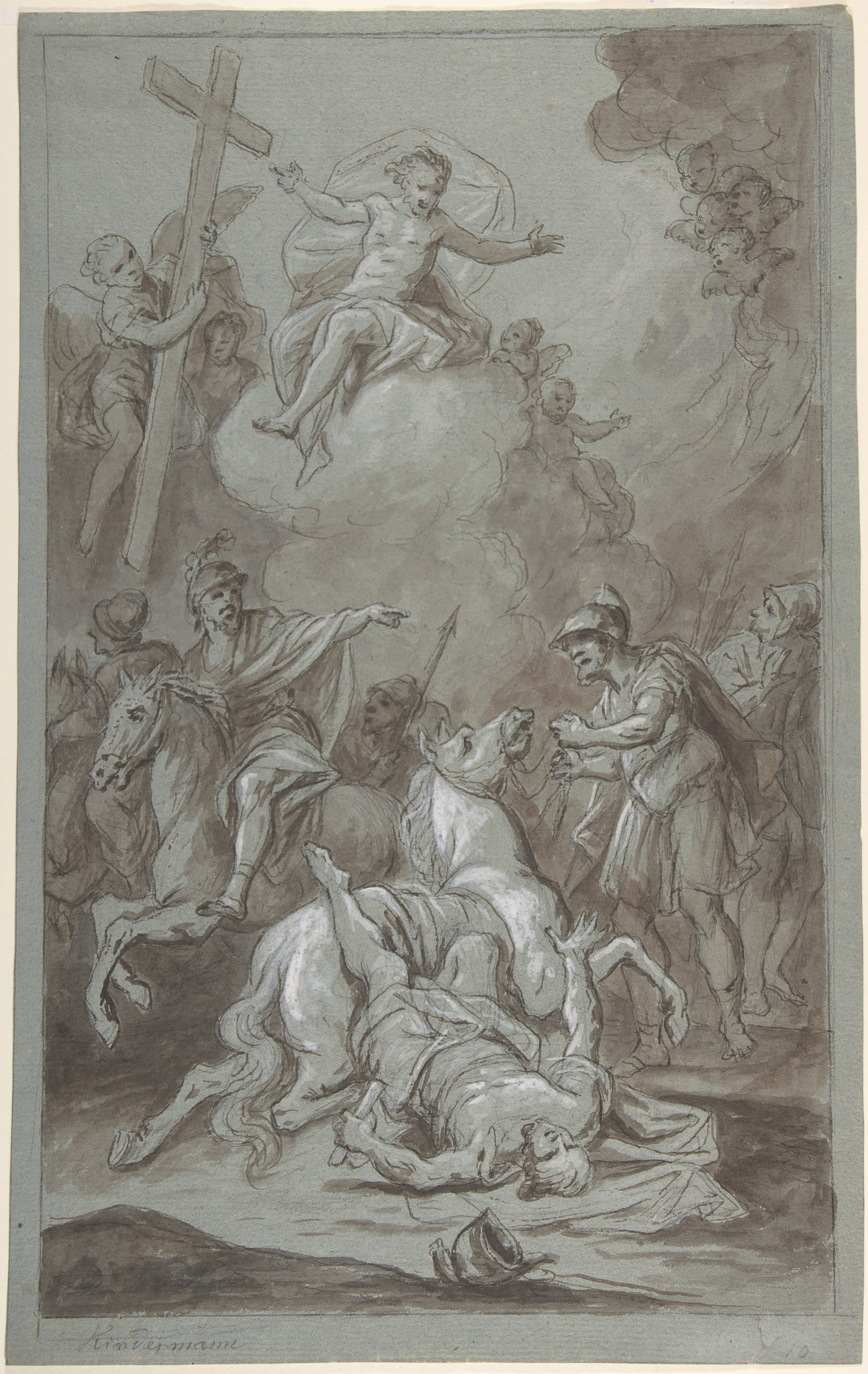
Die Bekehrung des hl. Paulus (Metropolitan Museum of Art)